# Ordine del sultano Mahmud I di Terengganu
Il Molto Riverito Ordine del Sultano Mahmud I di Terengganu è un ordine cavalleresco del sultanato di Terengganu.

## Storia
L'ordine è stato fondato il 28 febbraio 1982 e non viene più assegnato dal 1998 anno della morte del sultano fondatore. Al suo posto è stato istituito l'Ordine del Sultano Mizan Zainal Abidin di Terengganu dal successore.

## Classi
L'ordine dispone delle seguenti classi di benemerenza che danno diritto a dei post nominali qui indicati tra parentesi:
- Membro Gran Compagno o Ahli Sri Setia (SSMT) - massimo 16 insigniti
- Membro Cavaliere Compagno o Ahli Dato' Setia  (DSMT) - massimo 32 insigniti
- Membro Compagno o Ahli Setia (ASM) - massimo 60 insigniti

| Nastri          |                           |                      |
| Membro Compagno | Membro Cavaliere Compagno | Membro Gran Compagno |

## Insegne
- Il nastro cambia a seconda della classe, rimangono uguali i colori cioè il viola, il blu, il bianco e il giallo.

## Insigniti notabili
- 1982 - Mahathir Mohamad[1]